# Плахтіївська сільська територіальна громада
Плахтіївська сільська територіальна громада — територіальна громада в Україні, у Білгород-Дністровському районі Одеської області. Створена в рамках адміністративно-територіальної реформи в Україні. Перші вибори відбулися 25 жовтня 2020 року. Населення громади складає 8323 особи. Адміністративний центр — село Плахтіївка.
Громада утворена в результаті об'єднання Плахтіївської сільської ради із Надеждинською і Ярославською сільськими радами Саратського району.

## Склад громади
До складу громади входить одне селище — Пасічне, а також 7 сіл:
- Благодатне
- Великорибальське
- Молдове
- Надія
- Негрове
- Плахтіївка
- Ярославка